# سندرم ینتل
سندرم ینتل (انگلیسی: Yentl Syndrome) سندرم ینتل سیر متفاوتی است که حملات قلبی در زنان نسبت به مردان پیش می‌گیرد. مشکل آنجاست که بسیاری از پژوهش‌های پزشکی بر روی علائم سکته قلبی در مردان متمرکز بوده‌است و زنان بی‌شماری به سبب خطای تشخیص پزشکی درگذشته‌اند، چرا که علائم و نشانه‌های سکته‌های قلبی‌شان متفاوت بوده‌است. این سندرم نامش را از فیلم سینمایی ینتل (۱۹۸۳) با بازی باربارا استرایسند می‌گیرد که شخصیتش در آن، نقش یک مرد را بازی می‌کند تا بتواند در رشتهٔ مورد علاقه‌اش تحصیل کند. این عبارت در یک مقاله دانشگاهی در سال ۱۹۹۱ توسط دکتر برنادین هیلی با عنوان «سندرم ینتل» ابداع شد.
بیماری قلبی علت اصلی مرگ و میر زنان در ایالات متحده آمریکا است به نحوی که در سال ۲۰۱۷ باعث مرگ ۲۹۹٬۵۷۸ زن شده‌است (۱ مورد از هر ۵ مرگ زنان). با این وجود، بیماری قلبی همچنان به عنوان یک «بیماری مردانه» در نظر گرفته می‌شود.